# 2008년 포뮬러 원 시즌

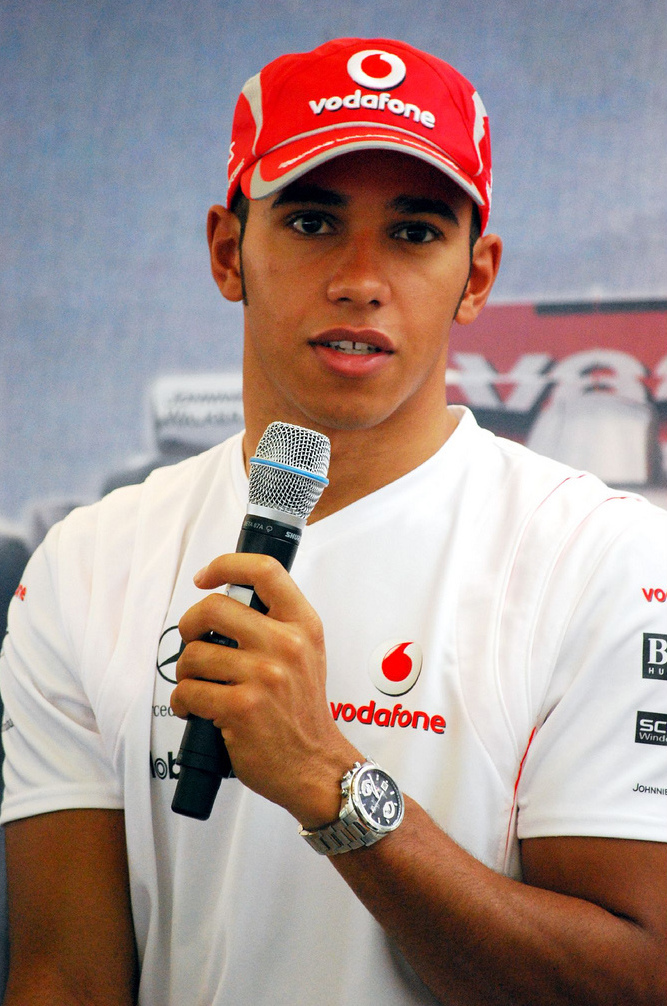
2008년 포뮬러 원 시즌 챔피언, 루이스 해밀턴

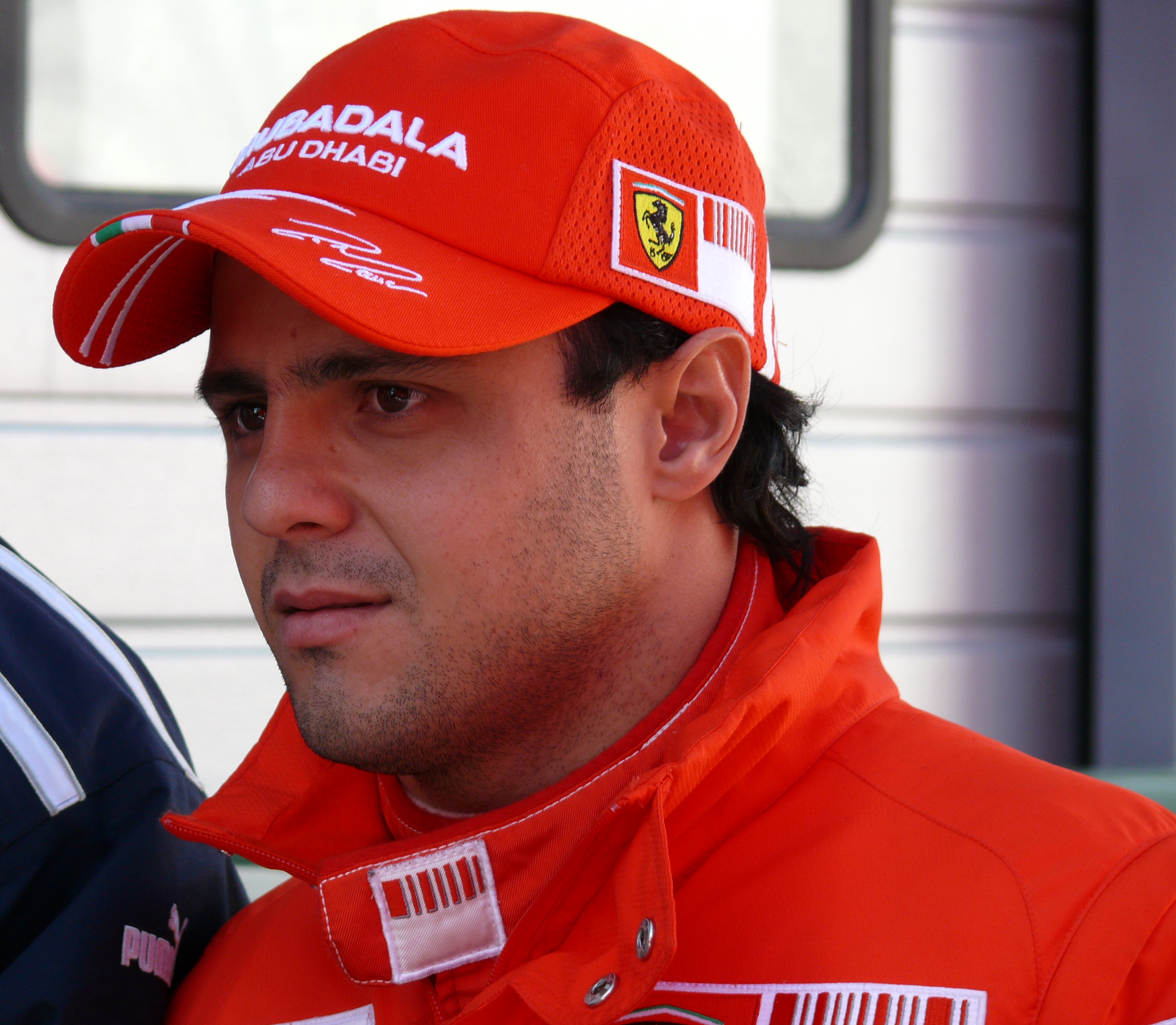
2008년 포뮬러 원 시즌 준우승자 펠리페 마사

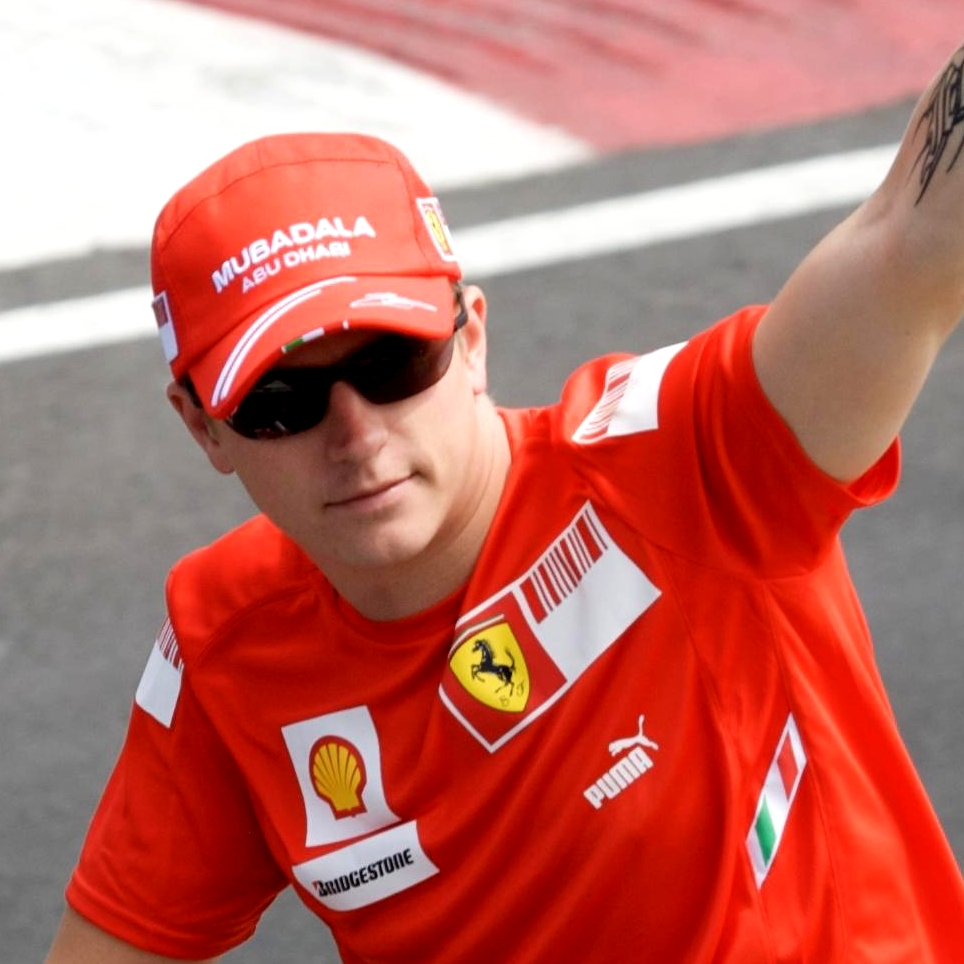
2008년 포뮬러 원 시즌 3위 키미 라이코넨

2008년 포뮬러 원 시즌은 59번째 FIA 포뮬러 원 시즌이다.이 시즌은 3월 16일 오스트레일리아 그랑프리를 시작으로 11월 2일 브라질 그랑프리까지 총 18경기로 치러졌다. 이 시즌은 브리지스톤이 타이어를 독점 공급하였다.
11개팀이 챔피언쉽을 위한 경쟁을 하는 가운데 수퍼 아구리팀은 재정 문제로 중도 하차 하였다. 맥라렌-메르세데스가 팀의 컨스트럭터 챔피언십 우승을 거두었고, 루이스 해밀턴이 생애 처음으로 드라이버 챔피언십 우승을 차지했다.

## 팀과 드라이버
| 팀                       | 컨스트럭터         | 차량       | 엔진              | 타이어 | No. | 드라이버            | 라운드 |
| ------------------------ | ------------------ | ---------- | ----------------- | ------ | --- | ------------------- | ------ |
| 스쿠데리아 페라리 말보로 | 페라리             | F2008      | 페라리 056        | B      | 1   | 키미 라이코넨       | All    |
| 스쿠데리아 페라리 말보로 | 페라리             | F2008      | 페라리 056        | B      | 2   | 펠리페 마사         | All    |
| BMW 자우버 F1 팀         | BMW 자우버         | F1.08      | BMW P86/8         | B      | 3   | 닉 하이트펠트       | All    |
| BMW 자우버 F1 팀         | BMW 자우버         | F1.08      | BMW P86/8         | B      | 4   | 로베르트 쿠비차     | All    |
| ING 르노 F1 팀           | 르노               | R28        | 르노 RS27         | B      | 5   | 페르난도 알론소     | All    |
| ING 르노 F1 팀           | 르노               | R28        | 르노 RS27         | B      | 6   | 넬손 피케, Jr.      | All    |
| AT&T 윌리엄스 F1 팀      | 윌리엄스-토요타    | FW30       | 토요타 RVX-08     | B      | 7   | 니코 로스베르크     | All    |
| AT&T 윌리엄스 F1 팀      | 윌리엄스-토요타    | FW30       | 토요타 RVX-08     | B      | 8   | 가즈키 나카지마     | All    |
| 레드불 레이싱            | 레드불-르노        | RB4        | 르노 RS27         | B      | 9   | 데이비드 쿨사드     | All    |
| 레드불 레이싱            | 레드불-르노        | RB4        | 르노 RS27         | B      | 10  | 마크 웨버           | All    |
| 파나소닉 토요타 레이싱   | 토요타             | TF108      | 토요타 RVX-08     | B      | 11  | 야르노 트룰리       | All    |
| 파나소닉 토요타 레이싱   | 토요타             | TF108      | 토요타 RVX-08     | B      | 12  | 티모 글록           | All    |
| 스쿠데리아 토로 로소     | 토로 로소-페라리   | STR2B STR3 | 페라리 056        | B      | 14  | 세바스티앙 부르데   | All    |
| 스쿠데리아 토로 로소     | 토로 로소-페라리   | STR2B STR3 | 페라리 056        | B      | 15  | 제바스티안 페텔     | All    |
| 혼다 레이싱 F1 팀        | 혼다               | RA108      | 혼다 RA808E       | B      | 16  | 젠슨 버튼           | All    |
| 혼다 레이싱 F1 팀        | 혼다               | RA108      | 혼다 RA808E       | B      | 17  | 후벵스 바히셸루     | All    |
| 수퍼 아구리 F1 ‡         | 수퍼 아구리-혼다   | SA08       | 혼다 RA808E       | B      | 18  | 다쿠마 사토         | 1–4    |
| 수퍼 아구리 F1 ‡         | 수퍼 아구리-혼다   | SA08       | 혼다 RA808E       | B      | 19  | 안토니 데이비슨     | 1–4    |
| 포스 인디아 F1 팀        | 포스 인디아-페라리 | VJM-01     | 페라리 056        | B      | 20  | 아드리안 수틸       | All    |
| 포스 인디아 F1 팀        | 포스 인디아-페라리 | VJM-01     | 페라리 056        | B      | 21  | 지안카를로 피지켈라 | All    |
| 보다폰 맥라렌 메르세데스 | 맥라렌-메르세데스  | MP4-23     | 메르세데스 FO108V | B      | 22  | 루이스 해밀턴       | All    |
| 보다폰 맥라렌 메르세데스 | 맥라렌-메르세데스  | MP4-23     | 메르세데스 FO108V | B      | 23  | 헤이키 코발라이넨   | All    |

‡재정 문제로 4라운드만에 중도 하차

### 드라이버 변화
팀 이적
- 페르난도 알론소: 맥라렌 → 르노 F1
- 헤이키 코발라이넨: 르노 F1 → 맥라렌
- 지안카를로 피지켈라: 르노 F1 → 포스 인디아
- 넬손 피케, Jr.: 르노 F1 (테스트 드라이버) → 르노 F1 (정규 드라이버)
- 티모 글록: GP2 Series/BMW 자우버 F1 (테스트 드라이버) → 토요타 레이싱 (정규 드라이버)
- 비탄토니오 리우찌: 스쿠데리아 토로 로소 → 포스 인디아 (테스트 드라이버)
- 가즈키 나카지마: GP2 Series/윌리엄스 F1 (테스트 드라이버) → 윌리엄스 F1 (정규 드라이버)
- 알렉산더 위르츠: 윌리엄스 F1 → 혼다 레이싱 F1 (테스트 드라이버)
- 크리스티안 클레인: 혼다 레이싱 F1 (테스트 드라이버) → BMW 자우버 (테스트 드라이버)
- 사콘 야마모토: 스파이커 F1 → 르노 F1 (개발 테스트 드라이버)

F1팀 영입
- 세바스티앙 부르데: 챔프카 월드 시리즈 → 스쿠데리아 토로 로소
- 마르코 아스머: 영국 F3 챔피언쉽 → BMW 자우버 (테스트 드라이버)

F1팀 방출
- 랄프 슈마허: 토요타 레이싱 → DTM 투어링 카 시리즈

## 2008 레이스 캘린더
| 라운드 | 경기 이름               | 그랑프리          | 서킷                                       | 날짜      | 시간     | 시간       |
| 라운드 | 경기 이름               | 그랑프리          | 서킷                                       | 날짜      | 현지시각 | 협정세계시 |
| ------ | ----------------------- | ----------------- | ------------------------------------------ | --------- | -------- | ---------- |
| 1      | 오스트레일리아 그랑프리 | 오스트레일리아 GP | 앨버트 파크, 멜버른                        | 3월 16일  | 15:30    | 04:30      |
| 2      | 말레이시아 그랑프리     | 말레이시아 GP     | 세팡 인터내셔널 서킷, 쿠알라룸푸르         | 3월 23일  | 15:00    | 07:00      |
| 3      | 바레인 그랑프리         | 바레인 GP         | 바레인 인터내셔널 서킷, 사히르             | 4월 6일   | 14:30    | 11:30      |
| 4      | 스페인 그랑프리         | 스페인 GP         | 카탈루냐 서킷, 바르셀로나                  | 4월 27일  | 14:00    | 12:00      |
| 5      | 터키 그랑프리           | 터키 GP           | 이스탄불 파크, 이스탄불                    | 5월 11일  | 15:00    | 12:00      |
| 6      | 모나코 그랑프리         | 모나코 GP         | 모나코 서킷, 몬테카를로                    | 5월 25일  | 14:00    | 12:00      |
| 7      | 캐나다 그랑프리         | 캐나다 GP         | 질 빌너브 서킷, 몬트리올                   | 6월 8일   | 13:00    | 17:00      |
| 8      | 프랑스 그랑프리         | 프랑스 GP         | 느베르 마그니-쿠르 서킷, 마그니-쿠르       | 6월 22일  | 14:00    | 12:00      |
| 9      | 영국 그랑프리           | 영국 GP           | 실버스톤 서킷, 실버스톤                    | 7월 6일   | 13:00    | 12:00      |
| 10     | 독일 그랑프리           | 독일 GP           | 호켄하임링, 호켄하임                       | 7월 20일  | 14:00    | 12:00      |
| 11     | 헝가리 그랑프리         | 헝가리 GP         | 헝가로링, 부다페스트                       | 8월 3일   | 14:00    | 12:00      |
| 12     | 유럽 그랑프리           | 유럽 GP           | 발렌시아 스트리트 서킷, 발렌시아†          | 8월 24일  | 14:00    | 12:00      |
| 13     | 벨기에 그랑프리         | 벨기에 GP         | 스파-프랑코샹 서킷, 스파                   | 9월 7일   | 14:00    | 12:00      |
| 14     | 이탈리아 그랑프리       | 이탈리아 GP       | 몬차 자동차 경주장, 몬차                   | 9월 14일  | 14:00    | 12:00      |
| 15     | 싱가포르 그랑프리‡      | 싱가포르 GP       | 마리나 베이 스트리트 서킷, 마리나 베이†    | 9월 28일  | 20:00    | 12:00      |
| 16     | 일본 그랑프리           | 일본 GP           | 후지 스피드웨이, 오야마                    | 10월 12일 | 13:30    | 04:30      |
| 17     | 중국 그랑프리           | 중국 GP           | 상하이 인터내셔널 서킷, 상하이             | 10월 19일 | 15:00    | 07:00      |
| 18     | 브라질 그랑프리         | 브라질 GP         | 호세 카를로스 파시 자동차 경주장, 상파울루 | 11월 2일  | 15:00    | 17:00      |

† 신규 서킷

‡ 야간 레이스